# ستيفي نزامبي
ستيفي نزامبي (بالفرنسية: Stévy Nzambé) (4 سبتمبر 1991 الغابون - ) هو لاعب كرة قدم غابوني.

## روابط خارجية
- ستيفي نزامبي على موقع قاعدة بيانات كرة القدم.إي يو (الإنجليزية)
- ستيفي نزامبي على موقع ناشيونال فوتبول تيمز (الإنجليزية)
- ستيفي نزامبي على موقع Soccerway.com (الإنجليزية)
- ستيفي نزامبي على موقع عالم كرة القدم.نت (الإنجليزية)
- ستيفي نزامبي على موقع كووورة
- ستيفي نزامبي على موقع اللجنة الأولمبية الدولية (الإنجليزية)
- ستيفي نزامبي على موقع أوليمبيديا (الإنجليزية)